# 宽叶山黧豆
宽叶山黧豆（学名：Lathyrus latifolius），为豆科山黧豆属下的一个种。